# Paracoptops djampeanus
Paracoptops djampeanus là một loài bọ cánh cứng trong họ Cerambycidae.